# Сибин Славковић
Сибин Славковић (Жуњевићи, општина Нови Пазар, 10. октобар 1953) је српски стрипар, илустратор, уредник и издавач. Познат је по раду на стриповима Тарзан, Велики Блек и Нинџа, као и уређивању часописа Ју стрип и Стрипотека.

## Биографија
Као стрип цртач и илустратор, афирмацију стиче у „Дечјим новинама“, а касније и у издањима новосадског „Дневника“ и „Форума“. 
Био је члан стрипске групе „Београдски круг 2“, а од 1979. до 1983. био је уредник „YU стрипа“. Сарађивао је са Банетом Керцем и Светозаром Обрадовићем. Један је од цртача лиценцног стрипа „Велики Блек“, а ове радове је потписивао псеудонимом С. Жуњевић. Након преласка из Панчева у Нови Сад, почиње да ради на лиценцном стрипу „Тарзан“, дистрибуираном широм света, чији серијал тренутно репринтује београдски издавач „Дарквуд“. Радове је објављивао у Америци као и у скандинавским земљама. Илустровао је велики број уџбеника, књига, сликовница, а данас је уредник часописа „Стрипотека“.
Током 1990-их година радио је серијале за скандинавско „Stormy & Iceberg“ и америчко тржиште „The Mask“. Био је колориста за међународне серијале „Абрахам Стон“, „Текс Вилер“ и „Команча“. 
У октобру 2012. објављен му је у Француској први албум серијала “Espion de l'empereur” који ради у сарадњи са сценаристом Бруном Фалбом.
Живи и ради у Новом Саду. Члан је Удружења стрипских уметника Србије.